# Oleg Malevič
Oleg Michajlovič Malevič (rusky Олег Михайлович Малевич; 24. června 1928 Leningrad – 13. června 2013) byl ruský básník a překladatel, oceněný za své překlady z češtiny cenou Premia Bohemica (společně se svou ženou Viktorií Kamenskou) v roce 1998.

## Životopis
V letech 1932–1934 žil s rodiči ve Francii, v letech 1935–1936 žili v Moskvě, kde byl otec v roce 1936 zatčen a zemřel ve vězení (po smrti rehabilitován). Oleg se s matkou vrátil do Leningradu, odkud během blokády v roce 1942 museli uprchnout a vrátili se až v roce 1944, aby mohl dokončit školu.
Po válce O. Malevič vystudoval bohemistiku na leningradské univerzitě a více než půl století se spolu s manželkou Viktorií Kamenskou, kterou si vzal za manželku v roce 1951, věnoval české literatuře a její propagaci v Rusku. Kromě více než tří stovek literárněvědných studií, článků a předmluv vydal několik knižních publikací. V češtině vyšly knihy Bratři Čapkové (1999) a Osobitost české literatury (2009), která obsahuje studie, úvahy a eseje přinášející řadu objevných pohledů na vztahy mezi ruskou a českou literaturou konce 19. a první poloviny 20. století.
Objektem Malevičova vědeckého i překladatelského zájmu byli zejména T. G. Masaryk, Karel a Josef Čapkové, Vladislav Vančura, Karel Poláček, Jaromír John, Karolina Světlá, Ivan Olbracht, Fráňa Šrámek, Jiří Voskovec a Jan Werich, Pavel Kohout a další. Podrobně se zabýval rovněž literární činností ruských emigrantů žijících v meziválečném Československu a jejich vlivu na českou literaturu.
V roce 1998 obdržel čestný doktorát Univerzity Karlovy, byl nositelem mnoha českých vyznamenání, naposledy byl vyznamenán z rukou českého ministra zahraničních věcí Karla Schwarzenberga cenou Gratias Agit za rok 2011, udělovanou Ministerstvem zahraničních věcí ČR za šíření dobrého jména České republiky v zahraničí. V roce 1995 spolu s petrohradskou bohemistkou Irinou Makarovnou Poročkinovou založil Společnost bratří Čapků v Petrohradě pod patronátem konzulátu ČR. Byl čestným členem Společnosti bratří Čapků v Praze, členem Společnosti F. X. Šaldy a Společnosti Otokara Březiny. Definitivně své bohemistické úsilí završil redakcí souborného vydání Březinových básní a esejů v ruských překladech.

## Výběrová bibliografie Olega Maleviče

### 1. Knihy
- Ranneje tvorčestvo Karela Čapeka. (Avtoreferat dissertacii na soiskanije učjonoj stepeni kandidata filologičeskich nauk.) Leningrad : Izdateľstvo LGU, 1964, 20 s.
- Karel Čapek. Kritiko-biografičeskij očerk. Moskva : Chudožestvennaja literatura, 1968, 208 s. (druhé rozšířené vydání tamtéž 1989, 304 s.).
- Vladislav Vančura. Kritiko-biografičeskij očerk. Leningrad : Chudožestvennaja literatura. Leningradskoje otdělenije, 1973, 200 s.
- Pešechod. Stichi 1947–1987 godov. Leningrad : RTPLIJAF, 1991, 105 s.
- Bratři Čapkové. Přel. Hana Štěpánková. Praha : Ivo Železný, 1999, 200 s.
- Osobitost české literatury. Praha,Malvern, 2009.344 s.
- Meždu dvumja pocelujami. Pamjati Viktorii Kamenskoj. Sankt-Peterburg, Rostok, 2009.64 s.

### 2. Překlady
Z češtiny
- Kohout, P. Chorošaja pesňa. Spoluautoři L. S. Druskin, I. V. Ivanov, V. A. Kamenskaja. Moskva : Iskusstvo, 1957.
- Šramek, F. Mes’ac nad rekoj. Spoluautor I. V. Ivanov. Moskva : VUOAP, 1958.
- Pujmanová, M. Pacientka doktora Gegeľa. In táž. Sočiněnija v pjati tomach. D. 4. Moskva : GICHL, 1961, s. 179–324.
- Cynybuľk, V. Priključenija Kaima, afrikanskogo maľčika. Spoluautorka V. A. Kamenskaja. Moskva : VUOAP, 1961.
- Ivanov, M. Lenin v Prage. Moskva : Gospolitizdat, 1963.
- Polaček, K. Javrejskije rasskazy. In týž. Karuseľ. Nas bylo pjatěro. Moskva – Leningrad : Chudožestvennaja literatura, 1965, s. 82–107.
- Polaček, K. Edudant i Francimor. Moskva : Detskaja literatura, 1967.
- Bartľ, S. Atom v Arktike. Leningrad : Gidrometeoizdat, 1967.
- Oľbracht, I. Putěšestvije za poznanijem. Strana Sovětov 1920 goda. Moskva : Mysľ, 1967.
- Gofman, O. Poběg. Spoluautorka V. A. Kamenskaja. In Kostěr, 1968, č. 4, s. 38–47, č. 5, s. 25–31, č. 6, s. 30–37.
- Plachta, J. Amina semji Pučalkovych. Spoluautorka V. A. Kamenskaja. Leninskije iskry, 1971, č. 54–65, 67–69, 71–77. (Též in Uraľskij sledopyt, 1976, č. 9, s. 52–76.)
- Stingl, M. Indejci bez tomagavkov. Spoluautorka V. A. Kamenskaja. Moskva : Progress, 1971. (Druhé, doplněné vydání 1978)
- Světlaja, K. Seľskij roman. Spoluautorka V. A. Kamenskaja. In táž. V gorach Ještěda. Leningrad : Chudožestvennaja literatura, 1972, s. 21–204.
- Oľbracht, I. Udivitěľnaja družba aktera Jeseniusa. Spoluautorka V. A. Kamenskaja. In Majerova, M. – Olbracht, I. Izbrannoje. Moskva : Chudožestvennaja literatura, 1973, s. 189–418.
- Vamberk, F. F. Odinnadcataja zapověď. Spoluautor I. V. Inov. Moskva : VUOAP, 1973.
- Čapek, K. Adam-tvorec. Spoluautor I. V. Inov. In týž. Sobranije sočinenij v cemi tomach. D. 4. Moskva : Chudožestvennaja literatura, 1976, s. 357–444.
- Pytlik, R. Gašek. Moskva : Molodaja gvardija, 1977.
- Čapek-Chod, K. M. Dar svjatogo Floriana. In Češskije jumorističeskije povesti. Leningrad : Chudožestvennaja literatura, 1978, s. 25–132.
- Stingl, M. Tajny indějskich piramid. Moskva : Progress, 1977.
- Stingl, M. Pokloňajuščijes’a zvězdam. Po sledam isčeznuvšich peruanskich gosudarstv. Spoluautorka V. A. Kamenskaja. Moskva : Progress, 1983.
- Šramek, F. Mesjac nad rekoj. Spoluaotor I. V. Nov; Vančura, V. Učitěľ i učenik. In Češskaja i slovackaja dramaturgija pervoj poloviny 20 veka. D. I. Moskva : Iskusstvo, 1985, s. 227–304.
- Voskovec J. – Werich, J. Cezar. Spoluautor I. V. Inov. In Češskaja i slovackaja dramaturgija pervoj poloviny 20 veka. D. II, s. 245–316.
- Zbavitěľ, D. Odno žarkoje indijskoje leto. Spoluautorka V. A. Kamenskaja. Moskva : Nauka, 1986.
- Fišerová, D. Čas meždu psom i volkom. Spoluautorka V. A. Kamenskaja. Moskva : VAAP, 1989. (Druhé vydání: Sufljor, 1996, č. 2, s. 72–142.)
- Riga, B. Směna kapitanov. In týž. Koňok Rin. Směna kapitanov. Moskva : Dětskaja litěratura, 1989, s. 103–191.
- Kratochvil, M. V. Jevropa v okopach. In týž. Jevropa kružilas’ v vaľse. Jevropa v okopach. Leningrad : Chudožestvennaja literatura, Leningradskoje otdělenije, 1990, s. 262–443.
- Stingl, M. Tainstvennaja Polinezija. Spoluautorka V. A. Kamenskaja. Moskva : Nauka, 1991. 224 s.
- Topol, J. Golosa ptic. Spoluautorka V. A. Kamenskaja. Moskva : Kuľtura, 1991. 78 s. (Též in Sufljor, 1996, č. 2, s. 26–71.)
- Petiška, E. Golem. Spoluautorka V. A. Kamenskaja. Praha : Martin, 1997.
- Petiška, E. „Mify drevnego Egypta“. „Mify drevnej Mezopotámii“. „Mify drevnego Izraiľa“. „Evropa“. „Kadm“. „Nioba“. „Dedal i Ikar“. „Tesej“. „Meleagr“. „Orfej“. Spoluautorka V. A. Kamenskaja. In Mify drevnego mira. Sankt-Peterburg : Světľačok, 2001, s. 5–174, 312–319, 340–362.
- Masarik, T. G. Rossija i Jevropa. D. 3. Spoluautorka V. A. Kamenskaja. Sankt-Peterburg : Izdatěľstvo RCHGI, 2003.
- Čapek, K. Pis’ma iz buduščego. (Neizvěstnyj Karel Čapek). Spoluautoři V. A. Kamenskaja – I. V. Inov – V. A. Martěmjanovová. Sankt-Peterburg : Globus, 2005.
- Iz věka v věk. Češskaja poezija. Spoluautoři M. Pismennen, V. Širokovová, E. Vichrevová, A. Bessmertná, S. Mnacakanjan, S. Glovjuk, J. Šepoťjevová, B. Sluckij, V. Kamensksjs, A. Babrakov-Timoškin, O. Lukovová, N. Rumarčuk, J. Gluško, M. Gubinová, O. Paňkinová, V. Kuprejanov, D. Valentinovová, O. Prodan, A. Voľnovová, J. Rejn, M. Šostinová. Moskva : Pranat, 2005. (Druhé vzdání 2007)
- Kogout, P. Takaja ľubov’. Spoluautoři V. A. Kamenskaja – V. D. Savickij. Sankt-Peterburg : Aleteja, 2007.

Ze slovenštiny
- Chalupka, J. Kocurkovo, ili Kak nam v durakach ne ostaťs’a. Spoluautor V. D. Savickij. In Klassičeskaja dramatutgija stran narodnoj demokratii. D. I. Moskva : Iskusstvo, 1955, s. 493–570.
- Chrobák, D. Drakon vozvraščajets’a. Moskva : Progress, 1967. 127 s.
- Zamarovskij, V. Tajny chettov. Spoluautorka I. M. Poročkinová. Moskva : Nauka, 1968. (Druhé vydání: Moskva : Veče, 2000.)
- Beňo, J. „Vtoroj semestr“. In Sovremennaja čechoslovackaja pověsť. 70-yje gody. Moskva : Progress, 1979, s. 193–312.
- Zamarovskij, V. Ich Veličenstva piramidy. Moskva : Nauka, 1981. (Druhé vydání 1986)
- Andruška, P. „Izbrannoje obščestvo“. In Sovremennyj čechoslovackij detektiv. Moskva : Raduga, 1990, s. 151–339.
- Rufus, M. Čtěnije po ladoni. Spoluautorka V. A. Kamenskaja. Sank-Peterburg : Akademičeskij projekt, 2000.
- Karvaš, P. Tajna sfinksa. Spoluautoři V. A. Kamenskaja – V. D. Savickij. Sankt-Peterburg : Globus, 2004.
- Iz věka v věk. Slovackaja poezija. Spoluautoři N. Švedovová, S. Glovjuk, A. Bessmertná, M. Pismennen, N. Gorlovová, J. Isajevová, A. Gerasimov, D. Anisimovová, N. Timkinová, S. Mnacakanjan, J. Tambovcevová-Širokovová. Moskva : Pranat, 2006.